# Distretto regionale di North Okanagan
Il distretto regionale di North Okanagan (RDNO) è un distretto regionale della Columbia Britannica, Canada di 77.301 abitanti, che ha come capoluogo Coldstream.

## Comunità
- Città e comuni
  - Armstrong (city)
  - Coldstream (municipalità di distretto)
  - Enderby (city)
  - Spallumcheen (municipalità di distretto)
  - Vernon (city)
- Villaggi e aree esterne ai comuni
  - Lumby
  - North Okanagan B
  - North Okanagan C
  - North Okanagan D
  - North Okanagan E
  - North Okanagan F
- Riserve
  - Enderby 2
  - Harris 3
  - Okanagan (part) 1
  - Priest's Valley 6